# Autorenkreis der Bundesrepublik
Der „Autorenkreis der Bundesrepublik – Forum für Literatur und Politik“ ist ein literarischer Verein in Deutschland.

## Geschichte
Der Autorenkreis wurde 1992 von Schriftstellern aus dem gesamten Bundesgebiet gegründet, um das literarische Schreiben zu fördern, aber auch Debatten zur Zeitgeschichte zu unterstützen. Inhaltliche Schwerpunkte der politischen Arbeit sind Aspekte der modernen Demokratie in Deutschland, aber auch historischer Bereiche wie der Aufarbeitung des DDR-Unrechts. Seit 1996 existiert der Autorenkreis als eingetragener gemeinnütziger Verein. Der Gründungsvorstand des Vereins bestand aus Burkhart Veigel (Vorsitzender), Ekkehart Rudolph (Stellvertreter), Helga Schwabe (Schatzmeisterin) und Christoph Kuhn (Protokoll). Aktuell (Stand Juli 2020) fungiert Jörg Sader als Vorsitzender, Uwe Lehmann-Brauns als Stellvertreter und Heinz-Uwe Haus als weiteres Vorstandsmitglied.

## Aktivität
Die Vereinsaktivität besteht aus halbjährlichen Tagungen, die in der Regel in Berlin stattfinden, sowie aus Lesungsangeboten, u. a. für Schulen. Lesungen, auch mit internationalen Gastreferenten, finden aber auch in Buchhandlungen, Bibliotheken, Literaturhäusern und Hochschulen statt. Von 1995 bis 2003 verlieh der Verein den zunächst mit 20.000, später mit 10.000 € dotierten Hans-Sahl-Preis für ein literarisches Gesamtwerk parteipolitisch unabhängiger Schriftsteller, das „für die Freiheit des Wortes eintritt und sich von Ideologie absetzt“.
In den ersten Jahren des Bestehens bemühte sich der Verein um die Aufklärung der Verstrickung von DDR-Schriftstellern in Aktivitäten des Ministeriums für Staatssicherheit. Diese Recherchen führten zu heftigen Diskussionen und umfassender Rezeption. Der Autorenkreis positionierte sich auch deutlich gegen die politische Tätigkeit der Partei des Demokratischen Sozialismus und deren Ambitionen auf Regierungsbeteiligung.
Ziel des Vereins war auch, ein „Archiv in der DDR verbotener Literatur zu erstellen“. Dies sollte gemeinsam mit dem Hannah-Arendt-Institut für Totalitarismusforschung geschaffen werden. Als „Archiv unterdrückter Literatur“ besteht es seit 2005, nicht veröffentlichte Texte von DDR-Autoren wurden in der Publikationsreihe „Verschwiegene Bibliothek“ herausgegeben.
2002 kritisierte der Autorenkreis die Verleihung der Louise-Schroeder-Medaille an Daniela Dahn.
Zu weiteren politischen Aktionen zählte ein offener Brief des Autorenkreis, der sich gegen die vermeintlich China-freundliche, prokommunistische Berichterstattung der Deutschen Welle richtete. Dieser Brief und seine Nachwirkungen wurde umfassend medial rezipiert. Zu den Forderungen des Autorenkreis gehörte, sämtliche Redaktionen der Deutschen Welle zu überprüfen, die über totalitäre Länder (einschließlich Russland) berichten, und alle Mitarbeiter erneut auf eine frühere Stasi-Tätigkeit hin zu untersuchen. Dieser wurde u. a. von einer Gegenerklärung der Heinrich-Böll-Stiftung scharf zurückgewiesen.
Der Autorenkreis erfährt Förderung durch die Bundesstiftung zur Aufarbeitung des SED–Unrechts, die Allianz Kulturstiftung, die Beauftragte der Bundesregierung für Kultur und Medien (BKM), die Senatsverwaltung für Wissenschaft, Forschung und Kultur Berlin, die Konrad-Adenauer-Stiftung, die Kulturstiftung der Deutschen Bank, den Berliner Landesbeauftragten für die Unterlagen des Staatssicherheitsdienstes der ehemaligen DDR, die Stiftung Preußische Seehandlung und die Walter de Gruyter Stiftung.

## Mitglieder
Der Verein zählt etwa 30 lebende Mitglieder, darunter zahlreiche Träger hochdotierter Literaturpreise. Auch unter den ehemaligen (inzwischen verstorbenen Mitgliedern) finden sich renommierte Künstler. (Liste Stand Juli 2020, Quelle Autorenkreis-Website)
| Inka Bach          | Arnulf Baring (†)     | Henryk Bereska (†) | Horst Domdey          | Kurt Drawert        |
| Karsten Dümmel     | Roland Erb            | Ruth Freydank      | Michael G. Fritz      | Ines Geipel         |
| Heinz-Uwe Haus     | Helga Hegewisch-Lasky | Günter Holter      | Jürgen K. Hultenreich | Barbara Kerneck     |
| Imre Kertész (†)   | Thomas Körner         | Sabine Lange       | Katja Lange-Müller    | Melvin J. Lasky (†) |
| Uwe Lehmann-Brauns | Doris Liebermann      | György Ligeti(†)   | Radjo Monk            | Andreas Petersen    |
| Grit Poppe         | Lea Rosh              | Ekkehart Rudolph   | Jörg Sader            | Ulrich Schacht (†)  |
| Helga Schubert     | Wolfgang Schuller (†) | Thomas B. Schumann | Roger David Servais   | Anja Tuckermann     |
| Helmut Ulrich      | Burkhart Veigel       | Michael Wäser      | Joachim Walther(†)    |                     |

1996 trat Chaim Noll unter großer Außenwahrnehmung aus dem Autorenkreis aus. Weitere frühere, mit Kritik an der Vereinsführung ausgetretene Mitglieder waren Peter Schneider, Hans Christoph Buch, Herta Müller, Richard Wagner, Sigmar Schollak und Hans Joachim Schädlich. Klaus Poche trat nach der CDU-Spendenaffäre aus. Ebenfalls nicht mehr Mitglied sind Christoph Kuhn, Utz Rachowski, Udo Scheer, Lutz Rathenow, Uwe Kolbe und Sarah Kirsch.

## Rezeption
Der Autorenkreis und seine Aktivität sind seit Bestehen immer wieder Gegenstand der überregionalen Berichterstattung. Hier trägt einerseits die Bekanntheit der Mitglieder, gerade im Zusammenhang mit Preisverleihungen, bei. Zum anderen brachte sich der Verein selbst durch politische Diskussionen und Aktionen ins öffentliche Gespräch. Die inhaltliche Fokussierung auf die Aufklärung von DDR-Unrecht in Schriftstellerkreisen führte zu zahlreichen Vereinsaustritten, in deren Folge Bernd Wagner zur Vorstandswahl mit dem Ziel kandidierte, den Verein aufzulösen. Wagner kritisierte auch die zu große Nähe zur CDU bzw. zur CDU-nahen Konrad-Adenauer-Stiftung. Chaim Noll, ehemaliges Mitglied des Autorenkreises, begründete seinen Austritt mit – seiner Wahrnehmung nach – deutschnationalen Tendenzen in der Gruppierung.